# أبنر كول
أبنر كول (بالإنجليزية: Abner Cole)‏ هو محرر وصحفي أمريكي، ولد في 17 أغسطس 1783، وتوفي في 13 يوليو 1835.